# Alexandru Vodă
Alexandru Vodă (Craiova, 22 luglio 1998) è un calciatore rumeno, centrocampista del Mediaș 2022.

## Caratteristiche tecniche
È un esterno destro.

## Carriera
Cresciuto nel settore giovanile del Pandurii, debutta in prima squadra il 5 agosto 2017 giocando l'incontro di Liga II pareggiato 0-0 contro l'Argeș Pitești. Segna la sua prima rete un anno più tardi, nell'incontro vinto 2-0 contro il Mioveni. Il 23 luglio 2019 viene acquistato a titolo definitivo dall'Hermannstadt

## Statistiche

### Presenze e reti nei club
Statistiche aggiornate al 14 gennaio 2021.
| Stagione        | Squadra         | Campionato      | Campionato | Campionato | Coppe nazionali | Coppe nazionali | Coppe nazionali | Coppe continentali | Coppe continentali | Coppe continentali | Altre coppe | Altre coppe | Altre coppe | Totale | Totale |
| Stagione        | Squadra         | Comp            | Pres       | Reti       | Comp            | Pres            | Reti            | Comp               | Pres               | Reti               | Comp        | Pres        | Reti        | Pres   | Reti   |
| --------------- | --------------- | --------------- | ---------- | ---------- | --------------- | --------------- | --------------- | ------------------ | ------------------ | ------------------ | ----------- | ----------- | ----------- | ------ | ------ |
| 2017-2018       | Pandurii        | L2              | 17         | 0          | CR              | 0               | 0               |                    | -                  | -                  |             | -           | -           | 17     | 0      |
| 2018-2019       | Pandurii        | L2              | 33         | 2          | CR              | 0               | 0               |                    | -                  | -                  |             | -           | -           | 33     | 2      |
| Totale Pandurii | Totale Pandurii | Totale Pandurii | 50         | 2          |                 | 0               | 0               |                    | -                  | -                  |             | -           | -           | 50     | 2      |
| 2019-2020       | Hermannstadt    | L1              | 15         | 1          | CR              | 2               | 0               |                    | -                  | -                  |             | -           | -           | 17     | 1      |
| 2020-2021       | Hermannstadt    | L1              | 11         | 0          | CR              | 1               | 0               |                    | -                  | -                  |             | -           | -           | 12     | 0      |
| Totale carriera | Totale carriera | Totale carriera | 76         | 3          |                 | 3               | 0               |                    | -                  | -                  |             | -           | -           | 79     | 3      |